# Парк мира Јелена Шантић
Парк мира Јелена Шантић, познатији као Неимарски парк је београдски парк изграђен 1933. године, а претпоставља се да је пројектант инжењер Александар Крстић.
Површина парка је 0,67 хектара, а на овом простору распоређено је 106 примерака лишћарског и четинарског дрвећа. Заступљено је укупно 25 различитих врста од којих су осам четинарске.
Од садржаја у парку, поред стаза за шетање и клупа за одмор, постоје и два дечја игралишта са реквизитима и једна чесма.